# Wiener Außenring Schnellstraße
Droga ekspresowa S1 (niem. Schnellstraße S1) także Wiener Außenring Schnellstraße (Wiedeńska Zewnętrzna Obwodnica Ekspresowa) – droga ekspresowa w Austrii w ciągu trasy europejskiej E60. 
Pierwszy odcinek trasy otwarty w 2006 roku łączy autostradę A2 z A4 i stanowi południowo-wschodni fragment budowanej Zewnętrznej Obwodnicy Wiednia.  31 października 2009 roku otwarto do ruchu odcinek Wien-Süßenbrunn - Eibesbrunn. Po przedłużeniu drogi w północnej części Wiednia obwodnica została 1 lutego 2010 roku połączona z autostradą A5 oraz wewnętrznymi autostradami wiedeńskimi A23 i A22.